# مشاوره ژنتیک
مشاوره ژنتیک (به انگلیسی: Genetic counseling) فرایند مشاوره، آموزش و توجیه افراد و خانواده‌های مبتلا یا در معرض ابتلا به اختلالات ڗنتیکی و آماده‌سازی جسمی و روانی آن‌ها توسط مشاور ژنتیک است. این فرایند توسط کارشناسان و متخصصین ژنتیک پزشکی انجام می‌گیرد.
مشاوره ژنتیک بر اساس تعریف انجمن ژنتیک انسانی آمریکا در سال ۱۹۷۵ به شرح زیر تعریف شده‌است:
مشاوره ژنتیک یک فرایند ارتباطی است که به مشکلات انسانی ناشی از رخ دادن یا احتمال رخ دادن یک بیماری ژنتیکی در خانواده می‌پردازد. این فرایند شامل تلاش فرد یا افراد آموزش دیده در جهات زیر است:
1. تفهیم واقعیت‌های پزشکی شامل تشخیص، سیر بیماری و درمان‌های در دسترس
2. تعیین نقش توارث در ایجاد بیماری و تعیین احتمال بروز مجدد آن
3. فهم راه‌های مختلف برخورد با احتمال بروز بیماری
4. اخذ تصمیم مناسب با در نظر گرفتن احتمال بروز بیماری، ارزش‌ها و معیارهای اخلاقی خانواده
5. کمک به تطابق با مسئله در اعضای خانواده درگیر بیماری یا تحت خطر

## کاربرد مشاوره ژنتیک
کلیه افرادی که قصد ازدواج دارند (به خصوص از نوع خویشاوندی)، یا در خانواده آنان افراد مبتلا به بیماری‌های ارثی و مادرزادی وجود دارد و نیز کسانی که قصد بارداری دارند می‌توانند با انجام مشاوره ژنتیک قبل از ازدواج، قبل و حین بارداری از خطر تکرار یا بروز بیماری‌های ارثی و مادرزادی و نیز راهکارهای لازم برای پیشگیری از بروز موارد جدید مطلع شوند.
همچنین لازم است قبل از انجام آزمایشات تخصصی ژنتیک با انجام مشاوره ژنتیک کاربرد، مزایا و محدودیت‌های آزمایش‌های ژنتیک برای خانواده توضیح داده شود.

## مراحل گوناگون مشاوره ژنتیک
مشاوره ژنتیک در کلیه مراحل زندگی به شرح زیر قابل عرضه است:

### مشاوره ژنتیک پیش از ازدواج
این مشاوره برای کسانی انجام می‌شود که قصد ازدواج دارند و در مشاوره با بررسی خویشاوندی زوجین و بررسی سابقه تولد بیماران مبتلا به بیماری‌های ارثی و مادرزادی در خانواده، ضریب خویشاوندی و میزان خطر بروز مجدد بیماری در خانواده تخمین زده می‌شود. 
در مشاوره ژنتیک، بررسی شجره‌نامه خانوادگی یکی از مراحل مهم است که به‌منظور شناسایی الگوهای توارث بیماری‌ها و اختلالات ژنتیکی انجام می‌شود. در این فرآیند، مشاور ژنتیک با بررسی تاریخچه خانوادگی فرد، اطلاعاتی درباره افراد خانواده (والدین، خواهر و برادرها، اجداد و نسل‌های قبلی) جمع‌آوری می‌کند تا الگوهای انتقال بیماری‌های ژنتیکی را شناسایی کند. این شجره‌نامه کمک می‌کند تا مشاور تشخیص دهد که آیا بیماری خاصی در خانواده به‌طور ارثی منتقل می‌شود یا خیر و همچنین میزان احتمال ابتلا به بیماری‌های ژنتیکی خاص در نسل‌های بعدی را ارزیابی کند. 
در این مرحله از مشاوره، زوجین می‌توانند با اطلاع از این خطر و روش‌های موجود در پیشگیری از بروز بیماری‌های ارثی و محدودیت‌های آن، در خصوص ازدواج و مسئولیت‌های متعاقب آن تصمیم‌گیری نمایند. 
مشاوره و غربالگری قبل از ازدواج در رابطه با بیماری تالاسمی، برای زوجین خویشاوند و نیز در موارد سابقه وجود بیماری در خویشاوندان زوجین توصیه می‌شود.

### مشاوره ژنتیک قبل از بارداری
این مشاوره به خانواده‌هایی ارائه می‌شود که دارای فرزندی مبتلا به بیماری ژنتیکی هستند، نگران ابتلای فرزند خود به بیماری ژنتیکی هستند یا یکی از والدین به یک بیماری ژنتیکی یا یک بیماری سیستمیک مبتلاست. به علاوه زوجینی که مبتلا به سقط مکرر یا ناباروری هستند نیز توصیه می‌شود قبل از اقدام به بارداری بعدی به متخصص ژنتیک مراجعه کنند.

### مشاوره ژنتیک حین بارداری
در ایران برای زنان باردار، غربالگری برای سه بیماری ژنتیکی در طول بارداری در نظر گرفته می‌شود. ابتدا در هفته ۱۱ الی ۱۲ یک سونوگرافی ان تی برای بررسی ضخامت پوست پشت گردن جنین، صورت می‌گیرد. در صورت وجود مشکل، طبق تشخیص پزشک، روش‌های تشخیصی مختلفی قابل انجام است. روش‌های تشخیصی غیرتهاجمی شامل آزمایش سل فری، تست‌های فراصوت و تست سه‌گانه یا تست چهارگانه (اندازه‌گیری فاکتورهای hCG و uE3 و inhibin-A و AFP) هستند.
روش‌های تشخیصی تهاجمی نیز شامل آمنیوسنتز و نمونه‌گیری از پرزهای جفتی است. این روش‌ها دقت بالایی دارند اما دارای ۱ تا ۲ درصد ریسک سقط خودبه‌خودی هستند.